# ゾルディン条約 (1309年)
ゾルディン条約（ゾルディンじょうやく、ドイツ語: Vertrag von Soldin）は、1309年9月13日、ゾルディン（現ポーランド領ミシュリブシュ）にてブランデンブルク＝シュテンダル辺境伯ヴァルデーマルとドイツ騎士団の間で締結された条約。

## 概要
1308年、ドイツ騎士団はダンツィヒ近くの要塞に駐留軍を1年間置く許可の代わりに、ポーランド軍によるダンツィヒの奪回（ダンツィヒは当時ブランデンブルク領）の援助を約束した。
しかし、ダンツィヒ包囲の最中、協定における要塞の大きさをめぐってドイツ騎士団とポーランドの間で争いが起こり、ポーランド軍は攻撃されて短期間囚われた後、包囲から撤退した。結局、ダンツィヒ包囲戦はドイツ騎士団の勝利に終わったが、騎士団はダンツィヒの住民を惨殺した後、ダンツィヒをそのまま占拠した。
しかし、ドイツ騎士団にはダンツィヒを占拠する法的根拠がなかった。そのため、騎士団はダンツィヒ、およびポメレリアの大半（ティチェフ/ドイツ語名ディルシャウ、シュフィエチェ/ドイツ語名シュヴェーツ、およびその後方の領土）の領有権をブランデンブルクから1万銀マルクで買い上げた。ただし、ブランデンブルクによるダンツィヒ近辺への請求自体の法的根拠は疑わしいものだった。
神聖ローマ皇帝の候補ハインリヒ7世は1311年にゾルディン条約を確認したが、ポーランドは度々疑問を呈し、ポーランド・ドイツ騎士団戦争を引き起こす結果となった。ポーランド王は1343年のカリシュ条約でようやくこの領土変更を承認した。
条約により、ドイツ騎士団はダンツィヒを通して、バルト海への出口があるヴィスワ川下流を支配し、さらに神聖ローマ帝国への道をも得た。条約が締結された同年にドイツ騎士団の総部がウィーンからマリエンブルク（現ポーランド領マルボルク）へ移された。